# Gare de l'Université de Sidi Abdellah
Pour les articles homonymes, voir Gare de l'Université.
Ne doit pas être confondu avec Gare de Sidi Abdellah.
La gare de l'Université de Sidi Abdellah est une gare ferroviaire algérienne située sur le territoire de la commune de  Mahelma, dans la wilaya d'Alger. 

## Situation ferroviaire
La gare est située sur ligne de Birtouta à Zéralda, entre les gares de Sidi Abdellah et de Zéralda.
| \| Univ de · Sidi Abdellah Zéralda Alger Birtouta Réghaïa \| Localisation de l'Université de Sidi Abdellah dans la wilaya d'Alger. |
| Univ de · Sidi Abdellah Zéralda Alger Birtouta Réghaïa                                                                             |

## Histoire
La construction de la station de l'université de Sidi Abdellah remonte au début du XXIe siècle en 2016. Le bâtiment de cette gare a été construit à l'ouverture de la ligne de Birtouta à Zéralda pour transporter des passagers entre Zéralda et Birtouta.
Le projet du train électrique reliant Zéralda et la ville d'Alger a coïncidé avec l'expropriation du terrain sur son parcours par le ministère algérien des transports en échange d'une compensation aux propriétaires fonciers au niveau de Sidi Abdellah[réf. nécessaire]. 
Une entreprise turque a entrepris l'achèvement du projet[réf. nécessaire], en coopération avec des entreprises algériennes. Les travaux de cette station ont été lancés le 3 septembre 2011 pour compléter cette double ligne électrifiée.
L'inauguration a eu lieu le 11 décembre 2016, à l'occasion du 56e anniversaire des manifestations du 11 décembre 1960.

## Service des voyageurs

### Desserte
La gare est desservie par les trains du réseau ferré de la banlieue d'Alger assurant la liaison Alger - Zéralda.